# Plainview (Tennessee)
Pour les articles homonymes, voir Plainview.
Plainview est une municipalité américaine située dans le comté d'Union au Tennessee.
Selon le recensement de 2010, Plainview compte 2 125 habitants. Elle s'étend sur 6,50 milles carrés (16,83 km2).
Plainview est une municipalité du Tennessee depuis 1992. La création de la municipalité a notamment permis d'installer un système d'éclairage public et de paver certaines rues.